# Liste der Stolpersteine in Rödermark
Die Liste der Stolpersteine in Rödermark enthält die Stolpersteine, die im Rahmen des gleichnamigen Kunst-Projekts von Gunter Demnig in Rödermark verlegt wurden. Mit ihnen soll an die Opfer des Nationalsozialismus erinnert werden, die in Rödermark lebten und wirkten.

## Urberach
| Name                  | Adresse                 | Bild                             | Inschrift | Verlegedatum  | Biografie und Anmerkungen |
| --------------------- | ----------------------- | -------------------------------- | --- | ------------- | --- |
| Max Strauss           | Bahnhofstraße 10 ·      | Stolperstein für Max Strauss     | Hier wohnte Max Strauss Jg. 1878 'Schutzhaft' 1938 Buchenwald unfreiwillig verzogen 1938 Frankfurt M. Flucht 1941 USA                                    | 19. Okt. 2015 | |
| Ilse Rothschild       | Bahnhofstraße 10 ·      | Stolperstein für Ilse Rothschild | Hier wohnte Ilse Rothschild geb. Strauss Jg. 1914 Flucht 1938 USA                                                                                        | 19. Okt. 2015 | |
| Jenny Strauss         | Bahnhofstraße 10 ·      | Stolperstein für Jenny Strauss   | Hier wohnte Jenny Strauss geb. Manasses Jg. 1880 unfreiwillig verzogen 1938 Frankfurt M. Flucht 1941 USA                                                 | 19. Okt. 2015 | |
| Aron Strauss          | Bahnhofstraße 18 ·      | Stolperstein für Aron Strauss    | Hier wohnte Aron Strauss Jg. 1863 unfreiwillig verzogen 1938 Darmstadt deportiert 1942 Theresienstadt ermordet 21.10.1942                                | 19. Okt. 2015 | auf dem Grundstück Bahnhofstraße 18 in Urberach hat die Stadt Rödermark bereits im Mai 2010 eine Gedenkstätte für die vertriebenen und ermordeten Juden eingerichtet |
| Klara Katz            | Bahnhofstraße 18 ·      | Stolperstein für Klara Katz      | Hier wohnte Klara Katz geb. Strauss Jg. 1903 unfreiwillig verzogen 1938 Darmstadt deportiert 1942 Piaski ermordet                                        | 19. Okt. 2015 | |
| Abraham 'Arthur'Katz  | Bahnhofstraße 18 ·      | Stolperstein für Abraham Katz    | Hier wohnte Abraham 'Arthur' Katz Jg. 1901 'Schutzhaft' 1938 Buchenwald unfreiwillig verzogen 1938 Darmstadt tot an Haftfolgen 20.12.1938                | 19. Okt. 2015 | |
| Ludwig Strauss        | Bahnhofstraße 18 ·      | Stolperstein für Ludwig Strauss  | Hier wohnte Ludwig Strauss Jg. 1906 unfreiwillig verzogen 1938 Darmstadt Flucht 1940 USA                                                                 | 19. Okt. 2015 | |
| Alfred 'Fredsche'Katz | Bahnhofstraße 18 ·      | Stolperstein für Alfred Katz     | Hier wohnte Alfred 'Fredsche' Katz unfreiwillig verzogen 1938 Darmstadt deportiert 1942 Piaski ermordet                                                  | 19. Okt. 2015 | |
| Hermann Adler         | Bahnhofstraße 20 ·      | Stolperstein für Hermann Adler   | Hier wohnte Hermann Adler Jg. 1870 unfreiwillig verzogen 1938 Frankfurt M. deportiert 1942 Theresienstadt ermordet 17.11.1943                            | 19. Okt. 2015 | |
| Julius Adler          | Bahnhofstraße 20 ·      | Stolperstein für Julius Adler    | Hier wohnte Julius Adler Jg. 1883 'Schutzhaft' 1938 Buchenwald unfreiwillig verzogen 1938 Frankfurt M. deportiert 1941 Kowno Fort IX ermordet 25.11.1941 | 19. Okt. 2015 | |
| Katinka Adler         | Bahnhofstraße 20 ·      | Stolperstein für Katinka Adler   | Hier wohnte Katinka Adler geb. Loeb Jg. 1886 unfreiwillig verzogen 1938 Frankfurt M. deportiert 1941 Kowno Fort IX ermordet 25.11.1941                   | 19. Okt. 2015 | |
| Ludwig 'Luddi'Adler   | Bahnhofstraße 20 ·      | Stolperstein für Ludwig Adler    | Hier wohnte Ludwig 'Luddi' AdlerJg. 1913 Flucht 1936 Belgien 1940 USA                                                                                    | 19. Okt. 2015 | |
| Emilie 'Emmi'Adler    | Bahnhofstraße 20 ·      | Stolperstein für Emilie Adler    | Hier wohnte Emilie 'Emmi' Adler Jg. 1914 unfreiwillig verzogen 1938 Frankfurt M. deportiert 1941 Kowno Fort IX ermordet 25.11.1941                       | 19. Okt. 2015 | |
| Isidor 'Isaak'Strauss | Darmstädter Straße 10 · | Stolperstein für Isaak Strauss   | Hier wohnte Isidor 'Isaak' Strauss Jg. 1881 Flucht 1938 USA                                                                                              | 19. Okt. 2015 | |
| Rosa Strauss          | Darmstädter Straße 10 · | Stolperstein für Rosa Strauss    | Hier wohnte Rosa Strauss geb. Siegel Jg. 1886 Flucht 1938 USA                                                                                            | 19. Okt. 2015 | |
| Alfred Strauss        | Darmstädter Straße 10 · | Stolperstein für Alfred Strauss  | Hier wohnte Alfred Strauss Jg. 1912 Flucht 1937 USA | 19. Okt. 2015 | |
| Walter Strauss        | Darmstädter Straße 10 · | Stolperstein für Walter Strauss  | Hier wohnte Walter Strauss Jg. 1921 Flucht 1937 USA | 19. Okt. 2015 | |

## Ober-Roden
| Name             | Adresse                 | Bild                              | Inschrift | Verlegedatum  | Biografie und Anmerkungen |
| ---------------- | ----------------------- | --------------------------------- | --- | ------------- | ------------------------- |
| Frieda Kahn      | Frankfurter Straße 17 · | Stolperstein für Frieda Kahn      | Hier wohnte Frieda Kahn geb. Hony Jg. 1870 unfreiwillig verzogen 1938 Frankfurt M. deportiert 1942 Theresienstadt ermordet 17.11.1943 | 19. Okt. 2015 |                           |
| Salomon Hecht    | Frankfurter Straße 17 · | Stolperstein für Salomon Hecht    | Hier wohnte Salomon Hecht Jg. 1903 Flucht 1935 Tschechoslowakei Schicksal unbekannt                                                   | 19. Okt. 2015 |                           |
| Berta Hecht      | Frankfurter Straße 17 · | Stolperstein für Berta Hecht      | Hier wohnte Berta Hecht geb. Kahn Jg. 1899 unfreiwillig verzogen 1940 Frankfurt M. deportiert 1941 Minsk ermordet                     | 19. Okt. 2015 |                           |
| Ludwig Kahn      | Frankfurter Straße 17 · | Stolperstein für Ludwig Kahn      | Hier wohnte Ludwig Kahn Jg. 1904 Flucht 1935 Palästina überlebt                                                                       | 19. Okt. 2015 |                           |
| Rosa Hecht       | Frankfurter Straße 17 · | Stolperstein für Rosa Hecht       | Hier wohnte Rosa Hecht unfreiwillig verzogen 1938 Frankfurt M. deportiert 1941 Minsk ermordet                                         | 19. Okt. 2015 |                           |
| Jakob Jaky Hecht | Frankfurter Straße 17 · | Stolperstein für Jakob Jaky Hecht | Hier wohnte Jakob Jaky Hecht unfreiwillig verzogen 1938 Frankfurt/Main Flucht 1939 Palästina überlebt                                 | 19. Okt. 2015 |                           |